# 兵庫県道168号諸寄停車場線
兵庫県道168号諸寄停車場線（ひょうごけんどう168ごう もろよせていしゃじょうせん）は、兵庫県美方郡新温泉町を通る一般県道である。

## 概要
JR西日本山陰本線 諸寄駅前から国道178号交点に至る。

### 路線データ
- 起点：美方郡新温泉町諸寄（JR西日本山陰本線 諸寄駅前）
- 終点：美方郡新温泉町諸寄（国道178号交点、兵庫県道262号岸田諸寄線終点）
- 総延長：832 m

## 路線状況

### 重複区間
- 兵庫県道262号岸田諸寄線（美方郡新温泉町諸寄）

## 地理

### 通過する自治体
- 美方郡新温泉町

### 交差する道路
| 交差する道路                                   | 交差する場所 | 交差する場所 |
| ---------------------------------------------- | ------------ | ------------ |
| 兵庫県道262号岸田諸寄線 重複区間起点           | 諸寄         |              |
| 国道178号 兵庫県道262号岸田諸寄線 重複区間終点 | 諸寄         | 終点         |

### 交差する鉄道
- 山陰本線

### 沿線
- JR西日本山陰本線 諸寄駅
- 諸寄郵便局